# Hana Doušová
Hana Doušová roz. Jarošová (5. března 1949 Turnov – 15. září 2023) byla československá hráčka basketbalu. Byla vysoká 194 cm. Je zařazena na čestné listině zasloužilých mistrů sportu.

## Sportovní kariéra
Patřila mezi opory basketbalového reprezentačního družstva Československa, za které v letech 1968 až 1976 hrála celkem 144 utkání a má významný podíl na dosažených sportovních výsledcích. Zúčastnila se Olympijských her 1976 (Montreal, Kanada) – 4. místo, dvou Mistrovství světa 1971 v Brazílii – 2. místo a 1975 v Kolumbii – 3. místo, čtyř Mistrovství Evropy 1968, 1972, 1974, 1976, na nichž získala dvě stříbrné medaile za druhá místa v letech 1974 a 1976 a bronzovou medaili za třetí místo v roce 1972. Na Mistrovství Evropy juniorek v roce 1967 (Sardinie, Itálie) s družstvem Československa získala za druhé místo titul vicemistra Evropy. Dvakrát hrála za družstvo žen Výběru Evropy – v roce 1972 v Clermont Ferrand 68:57 a v roce 1976 proti Sovětskému svazu 66:114.
V československé basketbalové lize žen hrála celkem 11 sezón (1966–1977) za družstvo Sparta Praha, s nímž získala v ligové soutěži devět titulů mistra Československa (1966–1969, 1970–1972,1973–1977) a dvakrát druhé místo (1970, 1973). V roce 1974 byla vybrána jako basketbalistka roku a v letech 1968–1976 byla osmkrát vybrána do All-Stars – nejlepší pětice hráček československé ligy. Je na jedenáctém místě v dlouhodobé tabulce střelkyň československé ligy žen za období 1963–1993 s počtem 3868 bodů. S klubem se zúčastnila 9 ročníků Poháru mistrů evropských zemí v basketbalu žen (PMEZ) s nímž čtyřikrát hrála finále poháru, z toho jedenkrát byla vítězem Poháru evropských mistrů v roce 1976 a třikrát na druhém místě po prohře ve finále s klubem Daugawa Riga (1967, 1968, 1972). Dále čtyřikrát prohrála v semifinále Poháru mistrů proti klubům Wisla Krakov, Polsko (1970), Daugawa Riga (1973) a CUC Clermont Ferrrand (1975, 1977).

## Sportovní statistika

### Kluby
- 1966–1977 Sparta Praha, celkem 11 medailových umístění: 9× mistryně Československa (1966–1969, 1970–1972, 1973–1977), 2× vicemistryně Československa (1970, 1973)
- 1968–1976: All Stars – nejlepší pětka hráček ligy – zařazena 8×: 1968/69 až 1975/76

### Evropské poháry
S klubem Sparta Praha v Poháru mistrů evropských zemí v basketbalu žen (PMEZ), kde je uveden počet zápasů (vítězství - porážky) a celkový výsledek v soutěži:
- 1967 – 10 (7-3), výhra v semifinále nad Wisla Krakov, prohra ve finále s Daugawa Riga, 2. místo
- 1968 – 12 (8-4), výhra v semifinále nad Recoaro Vicenza, Itálie, prohra ve finále s Daugawa Riga, 2. místo
- 1969 – 4 (3-1), ve čtvrtfinálové skupině výhra nad Politehnica Bukurešť, nehráno proti Akademik Sofia, Bulharsko
- 1970 – 10 (7-3), v semifinále vyřazena od Wisla Krakov, Polsko,
- 1972 – 12 (6-6), výhra v semifinále nad CUC Clermont Ferrand, Francie, prohra ve finále s Daugawa Riga, 2. místo
- 1973 – 10 (6-4), v semifinále vyřazena od Daugawa Riga
- 1975 – 10 (6-4), v semifinále vyřazena od CUC Clermont Ferrand, Francie
- 1976 – 10 (6-4), výhra v semifinále nad GS San Giovanni, Itálie a ve finále nad CUC Clermont Ferrand, Francie (55:58, 77:57) Sparta Praha vítězem FIBA Poháru evropských mistrů v basketbale žen 1976,
- 1977 – 8 (5-3), v semifinále vyřazena od CUC Clermont Ferrand, Francie
- Celkem 9 ročníků poháru, 4× účast ve finále, vítěz Poháru mistrů evropských zemí v basketbalu žen 1976, 3× 2. místo, 4× účast v semifinále

### Československo
- Olympijské hry 1976 Montreal (35 bodů /5 zápasů) 4. místo
- Mistrovství světa: 1971 Sao Paulo, Brazílie (88 /9) 2. místo, 1975 Cali, Kolumbie (75 bodů /8 zápasů) 3. místo
- Mistrovství Evropy: 1968 Messina, Itálie (98 /8) 9. místo, 1972 Varna, Bulharsko (57 /8) 3. místo, 1974 Cagliari, Itálie (139 /8, nejlepší střelkyně) 2. místo, 1976 Clermont Ferrand, Francie (89 /8, nejlepší střelkyně) 2. místo, celkem na ME 342 bodů a 31 zápasů
- 1975–1983 celkem 144 mezistátních zápasů, na OH, MS a ME celkem 541 bodů v 53 zápasech
- Mistrovství Evropy juniorek: 1967 Sardinie, Itálie (88 /8), titul vicemistryně Evropy za 2. místo
- 1974: basketbalistka roku, vyhlásila Československá basketbalová federace
- Titul zasloužilá mistryně sportu

### Výběr Evropy žen
Dvakrát hrála za družstvo žen Výběru Evropy v Clermont Ferrand, Francie
- 06.06.1972 proti v Clermont Ferrand 68:57, spoluhráčkou byla Martina Pechová-Jirásková
- 01.11.1976 proti Sovětskému svazu 66:114, spoluhráčkou byla Ivana Kořínková-Kolínská